# Drepanogynis quadrivalvis
Drepanogynis quadrivalvis là một loài bướm đêm trong họ Geometridae.